# Energía gravitatoria
En física newtoniana, la energía potencial gravitatoria es la energía potencial asociada con el campo gravitatorio. Esta dependerá de la altura relativa de un objeto a algún punto de referencia, la masa y la aceleración de la gravedad. En física relativista la situación es más complicada, ya que cuando el sistema no estacionario, ni asintóticamente plano no siempre es posible definir una energía asociada al campo gravitatorio, es más, el concepto de masa gravitatoria se vuelve indefinible en un espacio-tiempo general no-estacionario.

## Gravedad newtoniana
En mecánica newtoniana, la energía potencial gravitatoria de un sistema de masas cuyas distribución no cambia medida en un punto del espacio es el trabajo que realiza en un campo gravitatorio para trasladar la masa desde dicho punto hasta el infinito. Según la definición, la energía potencial es siempre negativa y su máximo es siempre cero. 
La energía potencial es la capacidad que tienen los cuerpos para realizar un trabajo, dependiendo de la configuración que tengan en un sistema de cuerpos que ejercen fuerzas entre sí. Puede pensarse como la energía almacenada en un sistema, o como una medida del trabajo que un sistema puede entregar. Más fácilmente, la energía potencial es una magnitud escalar asociada a un campo de fuerzas (o como en elasticidad a un campo tensorial de tensiones). Cuando la energía potencial está asociada a un campo de fuerzas, la diferencia entre los valores del campo en dos  puntos A y B es igual al trabajo realizado por la fuerza para trasladar la masa m desde el punto B al punto A por cualquier camino.

### Causa
La energía potencial gravitatoria se debe a la posición respecto a la del suelo tomado como referencia. Por ejemplo, si estás saltando sobre un trampolín de tres metros de altura, tienes 3 veces más energía que en el trampolín de 1 metro. La energía potencial que depende de la altura se llama energía potencial gravitatoria. El peso determina también la cantidad de energía potencial gravitatoria que tiene un objeto. El dicho “Cuanto más grandes son, con más ruido caen” es una referencia al efecto del peso en la energía gravitacional. Tienes mucha más energía potencial gravitatoria si cargas una mochila pesada que si cargas una liviana.
Si bien la fuerza gravitacional varía con la altura, en las proximidades de la superficie terrestre la diferencia es muy pequeña como para ser considerada, por lo que se considera la aceleración de la gravedad como una constante. En la Tierra por ejemplo, la aceleración de la gravedad es considerada de 9,8 m/s² en cualquier parte. En cambio en la Luna, cuya gravedad es muy inferior, se generaliza el valor de 1,66 m/s².

### Energía potencial gravitatoria para pequeñas alturas
Para el caso de cuerpos cercanos a la superficie terrestre, donde se puede ignorar la disminución de la intensidad del campo gravitatorio con la altura, la relación matemática entre la energía potencial gravitatoria, el peso y la altura, puede expresarse con la siguiente fórmula: 
E = peso · altura = masa · aceleración de la gravedad · altura = mgh
Según esta fórmula, cuanto mayor es el peso, mayor es la energía potencial gravitatoria. Cuanto mayor es la altura sobre una superficie, mayor es la energía potencial gravitacional.
Este tipo de energía está asociada con la separación entre dos cuerpos, los cuales se atraen mediante la fuerza gravitacional.

### Energía potencial gravitatoria en el caso general
La energía potencial gravitatoria Ug de una partícula material de masa m situada dentro del campo gravitatorio terrestre viene dada por:
{\displaystyle U_{G}(r)=-{\frac {GMm}{r}}}
Esta fórmula sirve para estudiar el movimiento de satélites,  misiles balísticos y objetos que no generen una gran aceleración en la tierra.
Donde:
- {\displaystyle r\,}: distancia entre la partícula material del centro de la Tierra (es decir, su altura).
- {\displaystyle G\,}: constante de gravitación universal.
- {\displaystyle M\,}: masa de la Tierra.

En los casos en los que la variación de la gravedad es insignificante, se aplica la fórmula:

{\displaystyle \ U(r)=mgh}

Donde {\displaystyle \ U} es la energía potencial gravitacional, {\displaystyle \ m} la masa, {\displaystyle \ g} la aceleración de la gravedad, y {\displaystyle \ h} la altura.

### Cálculo simplificado
Cuando la distancia recorrida por un móvil h es pequeña, lo que sucede en la mayoría de las aplicaciones usuales (tiro parabólico, saltos de agua, etc.), podemos usar el desarrollo de Taylor de la anterior ecuación. Así si llamamos M a la masa de la Tierra, m a la masa del cuerpo, R al radio de la Tierra y h a la altura sobre la superficie de la Tierra tenemos:
{\displaystyle U_{G}(r)=-{\frac {GMm}{(R+h)}}\approx -{\frac {GMm}{R}}+{\frac {GM}{R^{2}}}mh=-{\frac {GMm}{R}}+mgh}

Tiro parabólico.

Donde hemos introducido la aceleración sobre la superficie:
{\displaystyle g={\frac {GM}{R^{2}}}\approx 9,80665\ \mathrm {\frac {m}{s^{2}}} }
Por tanto la variación de la energía potencial gravitatoria al desplazarse un cuerpo de masa m desde una altura {\displaystyle h_{1}} hasta una altura {\displaystyle h_{2}} es:
{\displaystyle \Delta U_{G}\approx mg(h_{2}-h_{1})}
Dado que la energía potencial se anula cuando la distancia es infinita, frecuentemente se asigna energía potencial cero a la altura correspondiente a la del suelo, ya que lo que es de interés no es el valor absoluto de U, sino su variación durante el movimiento.
Así, si la altura del suelo es {\displaystyle h_{1}=0}, entonces la energía potencial a una altura {\displaystyle h_{2}=h} será simplemente {\displaystyle U_{G}=mgh}.

### Energía del campo gravitatorio
En gravitación newtoniana, es posible asignar una cierta energía al campo gravitatorio dada por:

{\displaystyle E_{CG}={\frac {1}{2}}\int _{V}{\frac {{\boldsymbol {g}}^{2}}{4\pi G}}{\text{d}}V}

Esta fórmula es análoga a la energía electromagnética. Esta energía sumada a la energía cinética de la masas se conserva. Para verlo se diferencia la ecuación de Poisson {\displaystyle \nabla \cdot {\boldsymbol {g}}=4\pi G\rho _{m}} respecto al tiempo y usando la ecuación de continuidad tenemos:
{\displaystyle {\frac {\partial (\nabla \cdot {\boldsymbol {g}})}{\partial t}}=4\pi G{\frac {\partial \rho _{m}}{\partial t}}=-4\pi G\nabla \cdot {\boldsymbol {j}}_{m},\qquad \Rightarrow {\frac {\partial {\boldsymbol {g}}}{\partial t}}=-4\pi G{\boldsymbol {j}}_{m}+\nabla \times {\boldsymbol {b}}}
donde {\displaystyle {\boldsymbol {j}}_{m}=\rho _{m}{\boldsymbol {v}}} es densidad de flujo másico, {\displaystyle {\boldsymbol {b}}} es un campo vectorial construido a partir del campo gravitatorio y la distribución de masa (el análisis dimensional lleva a que debe tener la forma {\displaystyle {\boldsymbol {b}}=Gk\rho _{m}{\boldsymbol {g}}} siendo {\displaystyle k} una constante adimensional). Calculando ahora la derivada de la energía del campo gravitatorio y substituyendo las expresiones anteriores tenemos:

{\displaystyle {\frac {\partial E_{CG}}{\partial t}}=\int _{V}{\frac {\boldsymbol {g}}{4\pi G}}\cdot {\frac {\partial {\boldsymbol {g}}}{\partial t}}{\text{d}}V=\int _{V}{\frac {\boldsymbol {g}}{4\pi G}}\cdot (-4\pi G{\boldsymbol {j}}_{m}+\nabla \times (Gk\rho _{m}{\boldsymbol {g}}))=\int _{V}{\boldsymbol {g}}\cdot (-{\boldsymbol {j}}_{m}+{\boldsymbol {0}})=-{\frac {\partial E_{cin}}{\partial t}}}

Donde se ha usado que {\displaystyle \nabla \times {\boldsymbol {g}}} por ser conservativo dicho campo. Por lo que se tiene finalmente:

{\displaystyle {\frac {\partial E_{CG}}{\partial t}}+{\frac {\partial E_{cin}}{\partial t}}=0}

## Gravedad relativista
La teoría general de la relatividad puede considerarse una teoría relativista de la gravitación, que corrige algunos aspectos insatisfactorios de la gravedad newtoniana y proporciona resultados más precisos acordes con las observaciones. De hecho, la teoría newtoniana es sólo una aproximación válida para campos gravitatorios débiles en los que la curvatura del espacio-tiempo es pequeña. Para casos de espacio-tiempos estacionarios y asintóticamente planos es posible definir un análogo de la masa gravitatoria y la energía potencia gravitatoria, pero es un caso muy especial. En el caso general de una distribución de masas orbitando de una manera totalmente general, hay que abandonar el propio concepto de fuerza gravitatoria y sustituirlo por la noción de espacio-tiempo curvado. Además la energía en el caso relativista general, debe ser modelizada mediante el tensor energía-impulso. En la teoría especial de la relatividad, esto proporciona siempre leyes de conservación de la energía adecuadas, pero en la teoría general de la relatividad donde la propia geometría deformada del espacio-tiempo varía, es complicado definir leyes de conservación globales de la energía, a menos que la geometría sea particularmente sencilla. Además en el caso general es imposible asignar una energía local bien definida al propio campo gravitatorio, a diferencia de lo que sucede con el campo electromagnético que siempre tiene una energía bien definida localmente aunque el espacio-tiempo esté curvado o sea variable.